# Masakazu Ito
Masakazu Ito (伊藤 雅和, Itō Masakazu, né le 12 juin 1988) est un coureur cycliste japonais.

## Palmarès sur route

### Par années
- 2007
  - 3e du championnat du Japon sur route espoirs
- 2008
  - 4e et 9e étapes du Tour d'Indonésie
- 2012
  - 1re étape du Tour de Singkarak

### Classements mondiaux
| Année         | 2007 | 2008 | 2009 | 2010 | 2011 | 2012 | 2013 | 2014 |
| ------------- | ---- | ---- | ---- | ---- | ---- | ---- | ---- | ---- |
| UCI Asia Tour | 108e |      | 73e  | 340e |      | 139e | 81e  | 370e |

## Palmarès sur piste

### Championnats d'Asie
- Tenggarong 2009
  -  Médaillé d'argent de l'américaine